# Архів Анни
Anna's Archive — це безкоштовна некомерційна метапошукова система тіньової бібліотеки в Інтернеті, яка надає доступ до різноманітних книжкових ресурсів (також через IPFS), створена командою анонімних архівістів (іменованих як Anna та/або команда Pirate Library Mirror (PiLiMi),  і був запущений як пряма відповідь на зусилля правоохоронних органів за офіційної підтримки Асоціації видавців і Гільдії авторів щодо закриття Z-Library у листопаді 2022 року.
Таким чином, команда Anna's Archive стверджує, що надає доступ до метаданих до матеріалів Open Library, є резервною копією тіньових бібліотек Library Genesis, Sci-Hub і Z-Library,   надає інформацію ISBN, не має матеріалів, захищених авторським правом. на своєму вебсайті та індексує лише ті метадані, які вже є загальнодоступними. Архів Анни зазначає, що їхній вебсайт некомерційний проект, що приймає пожертви для покриття витрат (хостинг, доменні імена, розробка тощо).
Станом на 10 жовтня 2023 року вебсайт Anna's Archive стверджує, що є «найбільшою у світі бібліотекою відкритих даних із відкритим кодом. Mirrors Sci-Hub, Library Genesis, Z-Library тощо. 21 639 596 книг, 97 847 477 статей, 2 451 036 коміксів, 508 947 журналів — збережено назавжди».

## Опис
Про це зазначає Архів Анни «інформація хоче бути вільною», а члени команди «твердо вірять у вільний потік інформації та збереження знань і культури». Згідно з вебсайтом, Anna's Archive («пошукова система тіньових бібліотек: книжки, газети, комікси, журнали») — це «проєкт, який має на меті каталогізувати всі наявні книги шляхом агрегування даних із різних джерел... І для  відстежувати прогрес людства, щоб зробити всі ці книги легкодоступними в цифровій формі за допомогою «тіньових бібліотек». Команда також зазначила: «Ми знаходимося на іншому кінці спектра [від Z-Library та пов’язаних з нею]; ми дуже обережні, щоб не залишити жодних слідів, і маємо надійну оперативну безпеку». Згідно з вебсайтом Anna's Archive: «Розкажіть про Архів Анни у Twitter, Reddit, Tiktok, Instagram, , у вашому місцевому кафе чи бібліотеці, чи будь-де, куди б ви не пішли! Ми не віримо в закриття — якщо нас прикриють, ми просто з'явимося в іншому місці, оскільки весь наш код і дані повністю з відкритим вихідним кодом».

## Майбутній розвиток
Повідомляється, що 3 жовтня 2023 року Архів Анни «вичистив» WorldCat, об’єднаний каталог, щоб допомогти зберегти «всі» книги у світі та, відповідно, допомогти врятувати, за словами Архіву Анни, «спадок людства».

## Зовнішні посилання
- Офіційний сайт
  -     - інформація
    - блог
    - програмне забезпечення

  -     - reddit
    - subreddit
    - X/twitter
- PiLiMi team website